# マンモス・ケーブ国立公園
マンモス・ケーブ国立公園（マンモス・ケーブこくりつこうえん、英語: Mammoth Cave National Park）とは、アメリカ合衆国ケンタッキー州中央部にあるアメリカ合衆国の国立公園の1つであり、発見されたうちで、世界でもっとも長い洞窟群であるマンモス・ケーブを含む国立公園である。洞窟群の正式な名称はマンモス・ケーブ・システムであるが、洞窟が形成された尾根の部分の名称を踏まえて、フリント・マンモス・トゥーヒー・ユードラ・ジョッパ・ジム・リー・リッジ・ケーブ・システムと呼ぶべきとの議論がある。1941年7月1日に国立公園として指定され、1981年10月27日に世界遺産に登録された。また、ユネスコの生物圏保護区に1990年9月26日に指定された。
国立公園の敷地は214平方キロメートル（52830エーカー）の広さがあり、ケンタッキー州のエドモンソン郡に位置するほか、わずかに東側の同州のハート郡・バーレン郡にも及んでいる。敷地の中央にはグリーン川が流れ、公園内でグリーン川に注ぐ支流のノーリン川もある。グリーン川の公園の西側境界近くにはダムが設置されており、川が自由に流れているのは、公園の東側の一部だけである。
200万人近い人々が毎年公園を訪れる。

## 石灰岩の迷宮
マンモス・ケーブは、古生代ミシシッピ紀（前期石炭紀、約3億年前）の厚い石灰岩層中に形成されている。石灰岩層の上には砂岩層が水平にかぶさっている。このために全体が非常に堅固な岩層となっている。2025年現在、洞窟の長さは660キロメートル程度が知られ世界一の長さの洞窟とみられているが、新たな通路や他洞窟との接続箇所が今も発見されつづけ、毎年数マイルずつ長さが延びている。
上部の砂岩層はビッグ・クリフティ砂岩と呼ばれ、地表では緩やかな起伏の地形をつくっている。谷となって窪んでいる地帯には下位の石灰岩層が露出している。砂岩層中には薄い石灰岩層がまばらに点在し、表層のカルスト形成ゾーン（epikarstic zone）をつくっているが、ここに生じている洞窟系は小さすぎて探検することはできない。
地表に浸透する雨水はいったんビッグ・クリフティ砂岩からなる丘陵の中腹に小さな泉となって現れる。水は石灰岩層が露出する谷下までわずかな距離を流れ、谷底に石灰岩層が露出するようになると、再び地中へ浸透していく。人が通過可能な洞窟が形成されているのは、この石灰岩層である。
砂岩層と石灰岩層の境界面は、谷に沿って上流に登っていくと見いだすことができる。上がっていくと、岩の露頭が石灰岩から砂岩に変化するのが見られる。もちろん、尾根から石灰岩の谷底に崩れ落ちて散らばっている砂岩の塊もあるが、こういったものは無視せねばならない。

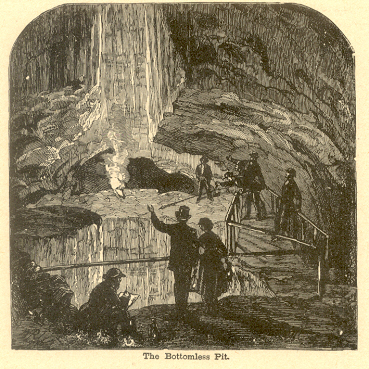
マンモス・ケーブの底なし穴 - 1887年の木版画（リスボンのNuno Carvalho de Sousa Private Collectionsより）

層序学的には、ビッグ・クリフティ砂岩の下位にある石灰岩層は、上から順に、ガーキン層・セントジュヌビエーブ石灰岩・セントルイス石灰岩と区分される。いくつかの観光コースがあるが、歴史コースのツアーで行く主洞部は、ガーキン層の底面とセントジュヌビエーブ石灰岩の上面に沿って水平に延びている。
各層はより細かい単位に分けられ、それぞれに名前が付けられている。洞窟探検家が洞窟内諸所で得た地層の重なり方についてのデータを地質学者が層序学的に関連づけ、まとめることによって、地層境界面の3次元的な分布図をボーリング調査なしに作成することも可能となっている。
上部のビッグ・クリフティ砂岩は比較的水が浸透しにくい。砂岩に垂直な割れ目が生じている所だけに、例外的に浸透が起こっている。この防水的な効果によって、上層にある洞窟（比較的古い時代の洞窟）は大変乾燥しており、鍾乳石や石筍、その他の二次生成物が存在しない。
ただ、この砂岩の被覆層は、かなりの地域で局地的に侵食され、消滅している。そのような場所では、上からの地下水の浸透が盛んで、フローズン・ナイアガラ（凍れるナイアガラ）で見られるように洞窟生成物が発達している。
公園南部のある谷底には、シダーシンクと呼ばれる巨大な陥没凹地（ドリーネ）が形成されている。凹地の一方の側で地下から小川が流れ出し、反対側で再び地下に流れ込んでいく様が見られる。
マンモス・ケーブには、ケンタッキー・ケーブ・シュリンプという体色が白く、眼のないエビが生息しており、絶滅危惧種である。

## 観光

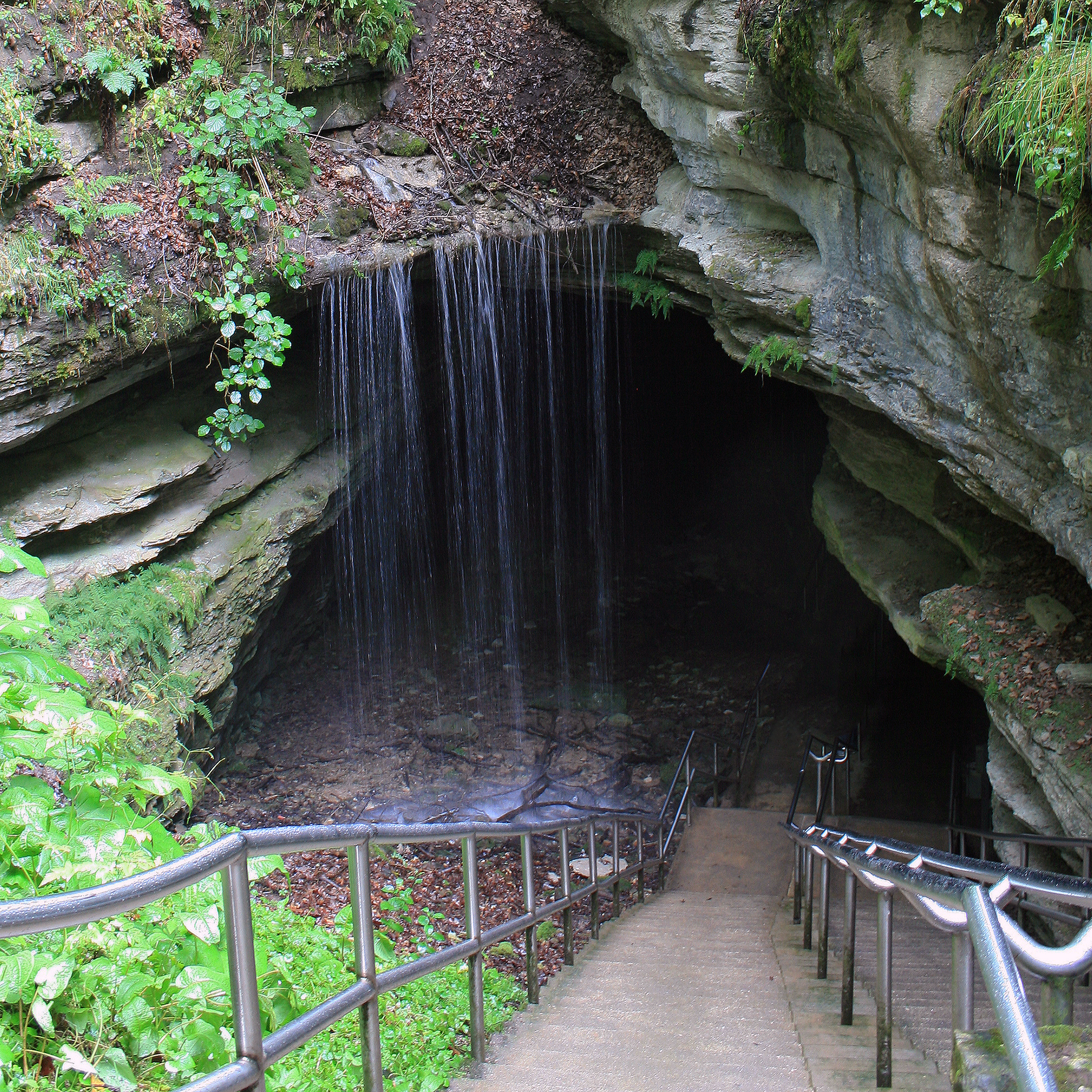
入口

国立公園管理機関のナショナルパークサービスによって何種類かの洞窟ツアーが行われている。グランドアベニュー（大通り）、フローズンナイアガラ（凍るナイヤガラ）、ファットマンズミザリー（デブの関門）など、有名ポイントを巡るコースには、ライトアップされた1時間から6時間のツアーがある。
洞窟内でもっとも有名なアトラクションの一つである、エコー川ツアー（Echo River Tour）は、地下を流れる川に沿って観光客を船に乗せて案内していた。しかしながら、このツアーは、物流および環境的な理由から、1990年代初頭で中止された。

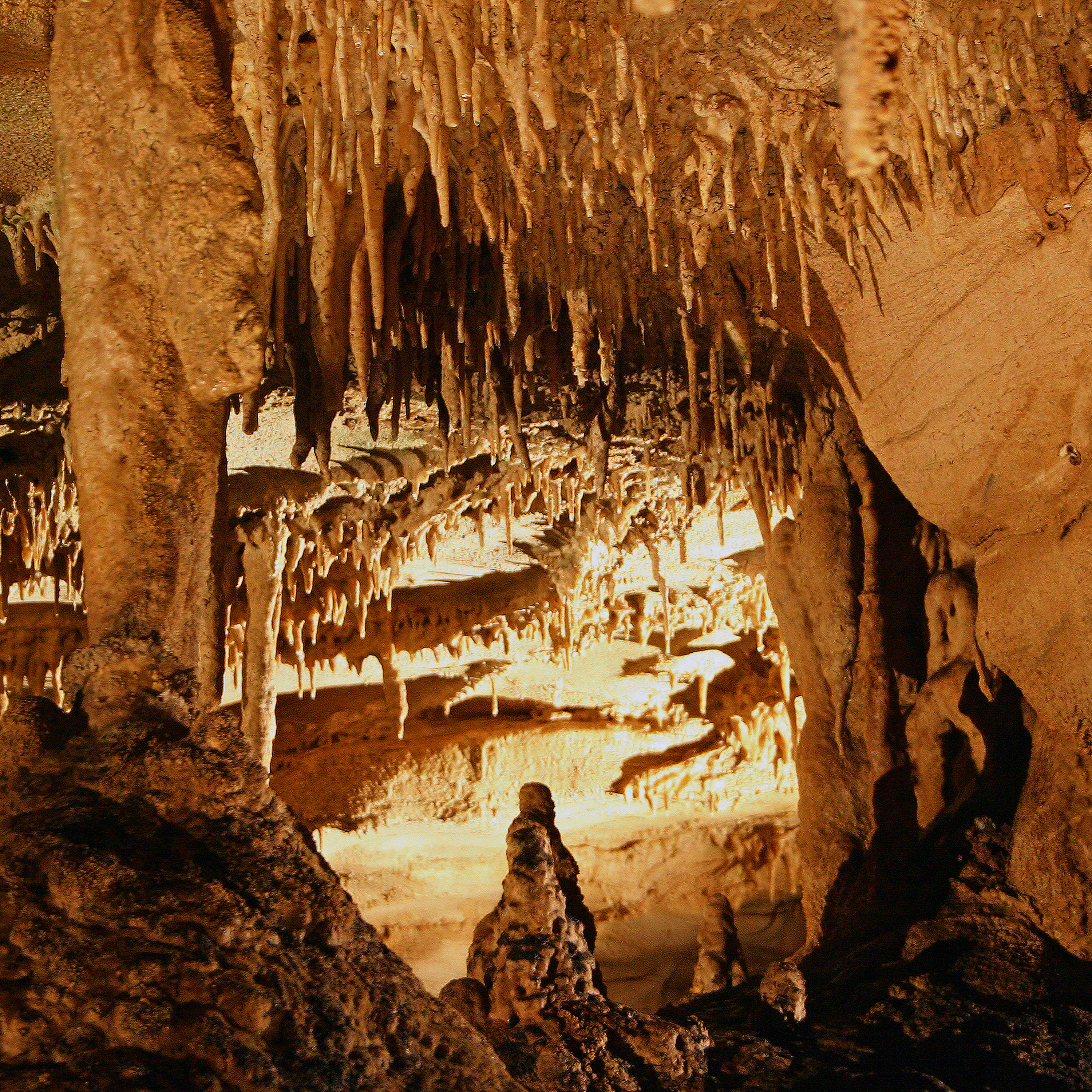
鍾乳石

## 歴史

### 先史時代
マンモス・ケーブに関連する人間の歴史は、6000年にわたっている。アメリカ先住民数人分の遺骨が、19世紀および20世紀にマンモス・ケーブ、もしくは同地域の近くの他の洞窟から収容されている。発見ミイラの多くは意図的に埋葬されたものの例であり、アメリカ先住民が先コロンブス期に埋葬の習慣を持っていたことを示す十分な証拠となっている。 
意図的な埋葬の例外として、1935年に見つかった、巨岩の下で発見された成人男性の遺体が挙げられる。先コロンビア期の鉱山労働者であった被害者は岩の周りの瓦礫を崩したため、その岩は被害者の上に落ちた。古代の落盤犠牲者の遺骨は"ロスト・ジョン（Lost John）"と名づけられ、1970年代まで一般向けに展示された。後に、保存およびアメリカ先住民の遺物を公開展示することに対する政治的な感情が生じたことから、マンモス・ケーブ内の秘密の場所に埋葬された。 
1950年代後半から始められた、ミズーリ州セントルイスにあるワシントン大学に所属するパティ・ジョー・ワトソン（Patty Jo Watson）らの研究によって、その地域にある洞窟を探索し開拓した後アルカイック期およびウッドランド期初期の人々の生活が明らかになった。洞窟という一定環境の中で保たれることで、食事の証拠の炭素年代測定によりワトソンらは各サンプルの時代を決定でき、その食事の内容の分析はやはりワトソンによって推進され、数千年にわたる期間での植物や肉と言った関連のある食生活文化を決定した。この分析から、狩猟採集文化から栽培、農業文化への時系列変化の様子がわかる。
マンモス・ケーブで用いられた考古学研究の別の手法として「実験考古学」（experimental archaeology）があり、それは、洞窟内の多くの場所に打ち捨てられている道具のように古代の文化で用いられた技術を用いて、現代の探検家に洞窟内に入ってもらうという手法である。 この手法の目的は、研究者を当時と同様の状況に置くことにより、洞窟を探索していた古代の人々がどのような問題に直面していたかに対する知見を得ることである。 
洞窟内に残る古代の人々の遺物や美術品は、さまざまな連邦法や州法によって保護されている。新しく発見された遺骨と遺物について、決定されるべき最も基本的な事実はその位置と状況である。先史時代の美術品を少しでも動かしただけで、研究的な価値を損なってしまう。探検家たちは、考古学的な証拠を損ねないように適切に訓練されており、洞窟の一部の場所は、その地域が考古学研究の対象とされない限り、ベテランの探検家でも入れないように進入が禁止されている。
マンモスケーブを通して通じている洞窟の一部で発見された遺骨に加え、ネイティブアメリカンが使用した松明、図面、ひょうたんの断片などといった遺物もまたフリントリッジの群のサルツ洞窟部において発見された。

### 明らかとなっている最古の歴史
13000ヘクタールの、「ポラードサーベイ」として知られる一帯は、1791年にウィリアム・ポラードによって交わされた契約で売られた土地である。「ポラードサーベイ」のうち、ベーコン川の北岸とグリーン川の間の土地は、1796年7月3日にヨークシャーから来た商人トーマス・ラング・ジュニアによって 411,613ポンドで買われた。この土地は地方の税の請求により、1812年の戦争中に失われた。
伝説には、マンモス・ケーブを発見した最初のヨーロッパ人はジョン・フーチンか彼の兄弟のフランシス・フーチンのどちらかで、それは1797年の出来事だという話がある。
フーチンは、狩の最中に傷ついた熊をグリーン川の近くに大きく開いたマンモス・ケーブの入り口まで追い詰めた。いくつかのフーチンの家族の家族にまつわる物語には、洞窟の発見者としてジョンジ・ケーター・フーチン（ジョニー・ディック・フーチン）の名前が含まれている。
しかしこれは実際にはとてもありそうもない話で、1797年の時点においてディックはほんの10歳に過ぎず、そのような年端の行かない少年が狩の場にいるということもまたありそうにない。
ディックの父ジョンのほうが実際に洞窟の発見者である可能性が高く、しかし最も発見者である可能性が高いと言えるのが兄ジョンよりも洞窟の入り口の近くに土地を所有していたフランシス・フーチン（フランク・フーチン）である。
ほかにも、彼らの兄弟であるチャールズ・フーチンはすばらしいハンターでわな猟師であり、彼が熊を撃ち洞窟の近くまで追い詰めたのだと言う議論もある。
チャールズの主張にまつわる影は、彼が1801年に至るまでイリノイ州に住んでいたという事実である。この話を打ち消すのはブラッカーとワトソンの最も長い洞窟説であり-その説によれば「洞窟は確かにその時点以前に既に知られていた」-この地域の洞窟群はマンモス・ケーブの入り口の発見よりも先に知られていた。フランシスフーチンについてすら彼の所有する土地の中のグリーン川の湾曲のすぐ近くに、チューンホールとして知られる洞窟の入り口があり、それはマンモス・ケーブのメインの入り口とされる入り口から1マイルより近いところにある。
この歴史的な入口を含んでいる土地は最初に調査されてバレンタイン・サイモンという名で1798年登録された。サイモンはそこに含まれる埋蔵硝石のために巨大洞窟を開発し始めた。

### 19世紀
1812年の戦争の期間を通して、様々な個人がバレンタイン・サイモンとの協力により土地を所有することになる。封鎖により、米国軍隊は硝石とそれに伴う火薬が不足していた。封鎖によりアメリカ軍の硝石と当然それに伴う火力は不足していた。結果として国内の硝石の値段は上がり、マンモス・ケーブのような洞窟から取り出される硝酸に基づく生産は実入りのよいものとなった。
1812年の12月、洞窟はチャールズ・ウィルキンスとフィラデルフィアから来たグラッツという二人の投資家によって購入され、サイモンとほかの所有者の手から移った。すぐに洞窟では工業的な規模で硝酸カルシウムの採掘が行われるようになった。
洞窟の半分の所有権は1万ドル（当時では莫大な金額）で移行した。戦争が終わり硝石の価格が下落し、採掘の仕事は放棄され、鉱山は近くで発見されたネイティブアメリカンのミイラを中心とする小さな観光地の一部となった。ウィルキンスが死んだとき、その遺言の執行者は彼の所有権をグラッツに売却した。1838年の春に、この洞窟はグラッツ兄弟からフランクリン・ゴリンに売られた。彼は、硝石市場が低迷し長らく底を打っていることもあり、マンモス・ケーブを純粋な観光名所として操業しようとしていた。ゴリンは奴隷所有主であり、観光ガイドとして自身の奴隷を利用した。観光ガイドをしていた奴隷のうちの一人は、人類の洞窟に対する知識へ多くの重要な貢献をし、マンモス・ケーブの最も著名で歴史上重要な人物の一人となっている。 
スティーブン・ビショップはアフリカ系アメリカ人の奴隷で1840年代から1850年代にかけて洞窟のガイドをしていた。彼は、広範囲に及ぶ洞窟の地図を作り、洞窟に存在する特徴の多くに名前を付けた人物である。スティーブン・ビショップは1838年にゴリンによってマンモス・ケーブに紹介された。ゴリンはビショップの死んだ後にこう書いている「私は一人のガイドを洞窟に配置した。それは祝福された偉大なスティーブンで、彼は数々の発見の役に立った。かれは底知れぬ穴を縦横に行き交うことの出来た最初の人だ。そして彼と私とその他の名前を忘れた人たちだけが、私の知る限りゴリンドーム（マンモス・ケーブ）の底を見た人だ。」
「スティーブンが地獄の穴から帰ってきた後、私たちはそのポイントを越えて今知られている洞窟の全ての部分を発見した。その発見以前は、すべての関心は「古い洞窟」として知られる場所に向かっていて、、、しかし今では知られていない場所はほとんどない。スティーブンがいつも言っていたようにそれらは、『威厳があり、暗くて、特別だ。』」
1839年、ケンタッキー州ルイビルのジョン・クロウアン博士は、ビショップとその他の奴隷を含めてマンモス・ケーブの土地を、彼らの前のオーナーであるフランクリン・ゴリンから買い上げた。クロウアン博士は、洞窟の中で一時的に不運な結核病院を経営した。彼は、洞窟内の蒸気が患者を治療してくれると信じていた。病院を経営する間に感染が広がり、最後には結核によりビショップとクラウアンの二人も命を落としてしまった。
19世紀にわたって、マンモス・ケーブの名声は広まり、国際的な評判を呼ぶものとなった。
同時に、この洞窟は19世紀の作家、例えばロバート・モンゴメリー・バード博士、ロバート・デビッドソン牧師、ホレス・マーティン牧師、アレキサンダー・クラーク・ブリット、ナサニエル・パーカー・ウィリス（1852年6月訪問）、バイヤール・テーラー（1855年5月）、ウィリアム・スタンプ・フォーウッド博士（1867年春）、自然主義者であるジョン・ミューア（1867年9月初め）、ホレス・カーター・ハヴィー牧師などの興味を引いた。マンモス・ケーブが有名になった結果、その洞窟は、俳優のエドウィン・ブース（彼の兄弟であるジョン・ウィルクス・ブースは、1865年にエイブラハム・リンカーンを暗殺した）、歌手ジェニー・リンド（1851年4月5日に洞窟を訪問した）、およびバイオリン奏者オーレ・ブルなどの有名な訪問者を誇った。それ以来、洞窟の二つのチャンバーは、「ブースのアンフィテアトルム」（Booth's Amphitheatre）および「オーレ・ブルのコンサート・ホール」（Ole Bull´s Concert Hall）として知られるようになった。
ルイビル・アンド・ナッシュビル鉄道が二つの都市を結ぶ鉄道を開通した1859年まで、ラーキン・J・プロクター大佐がマンモス・ケーブの土地を所有していた。彼はグラスゴー分岐駅（ケンタッキー州パークシティ）とマンモス・ケーブの土地の間で操業していた駅馬車の路線も所有していた。彼がマンモス・ケーブ鉄道会社を設立した1886年までこの路線は観光客をマンモス・ケーブに輸送していた。

### 20世紀初頭: ケンタッキー州洞窟戦争
洞窟周辺の不毛なやせ地で農業をして生計を立てることの困難さは、近くの小さな洞窟の土地の所有者に観光開発をもくろむ機会を与えた。そしてマンモス・ケーブには特別に観光客を引き付ける成功を与えた。「ケンタッキー州洞窟戦争」の期間は、旅行者が落とすお金をめぐって土地の洞窟所有者同士での争いが生じた苦い思い出の時期である。多岐に渡る詐欺の戦術は、訪れる客が目指していたのとは違う個人経営の洞窟へと誘い入れるためのものであった。違う方向へと誘導するサインがマンモス・ケーブへの道に沿っていくつも置かれた。自動車旅行時代の初期の典型的な戦略は関連する経営者がするもので、観光客の車の踏み板に乗って飛び跳ねながら、マンモス・ケーブは閉まっている、遥か離れている、崩れた、アクセス不可能だ、などと信じ込ませるというものだ。
1906年に、ケンタッキーのブラウンズビルでダムと水門の建設がされ、これによりマンモス・ケーブへ蒸気船でアクセスすることが可能になった。このダムの建設は長期的に洞窟の生物層への影響を与え続けている。また、洞窟探検に大きな意味を持つことが判明した 
1909年、ドイツの鉱山技術者マックス・ケンペルがニューヨーク経由で洞窟にやってきた。ケンペルは工科大学を卒業したばかりで、家族から卒業のプレゼントとして海外への旅行に送り出されていたところだった。本来のマンモス・ケーブでの滞在は2週間程度の予定であったが、ケンペルは数ヶ月をそこで過ごすことになった。アフリカ系アメリカ人のエド・ビショップの助けを借り、新発見の分まで含めて総延長が数kmに及ぶ洞窟の部分について、特筆すべき正確さで計測調査の結果を出した。伝えられるところでは、ケンペルはまた洞窟に対応してその上を覆っている部分の地表面の調査の結果も提示したという。この情報は、「バイオレット都市入り口」の開口にすぐ後に続いて、洞窟への他の入り口をオープンするのに有益な情報であった。
クロウアン家はケンペルの地図から地形学的な情報をそぎ落とし、そしてそれは現在まで残っているものとして知られている。その地図のうちでも、ケンペルの仕事の部分は洞窟地図製作法の勝利と言えるほどに正確さが際立っているが。1960年代初頭に近代的な探索法の出現までそれらの小道はすばらしい正確さで地図に描かれるということはなかった。ケンペルはベルリンに帰り、それはマンモス・ケーブの土地から見れば、完全に消えてしまったのと同じことなのである。彼の悲しい運命がこれだと明らかになったのは、21世紀に入ってドイツ人の観光客の一団が洞窟を訪れた後に、ケンペルの家族について調査するのを待ってのことだった。若きケンペルは1917年のちょうど8年後、第一次世界大戦のソンムの戦いの塹壕戦で殺されたのであった。
有名なフランス洞窟探検家エドワード＝アルフレッド・マーテルは1912年10月に3日間洞窟の訪問をした。近くで行われた調査データへのアクセスなしで、マーテルは、洞窟の各位置間で海抜を比較し決定するために、洞窟で気圧の観察をすることを許された。彼は洞窟の高さの層をいくつか明らかに定め、洞窟内のエコー川の水位はグリーン川の水位によってコントロールされていることを正確に記した。マーテルは、1906年のブラウンズヒルでのダムの建設によってかれの水理学的研究を完成させることが不可能となったことを示して嘆いた。彼のマンモス・ケーブ内での水理についての精密な説明によれば、マーテルはマンモス・ケーブはソルト・ケーブとコロッサル・ケーブにつながっているという結論を提供した。これはマーテルの訪問の60年後まで正しいと証明されないのである。
1920年代の初頭に、ジョージモリソンはクロウアン地所によって所有されなかった土地の上のマンモス・ケーブへの多くの入口を爆破した。ケンペルやビショップや他の人によって秘密の調査が行われたようだが、洞窟の地理的な延長を決定するのに適した形で出版はされていない、その存在はしたはずのデータと言うものが見つからない。これは、今の時点で振り返ると、クロウアンは年々に渡って自分の所有しているのではない土地の下にある洞窟も観光に使っていたことが決定的である。この時期訴訟も年々に渡って続けられ、洞窟の入り口をどちらが使うのかという、文字通り洞窟の入り口を争う戦いが行われた。
20世紀の初頭、フロイト・コリンズは1925年に砂の洞窟で死亡するまでの10年間を、フリントリッジ洞窟群の探求をしながら過ごした。（水晶の洞窟と塩の洞窟の発見はその調査にまつわる最も重要な伝説である。）砂の洞窟の這って進むような狭い通路で彼は、足元に落ちた岩での自由を奪われてしまったのである。コリンズを救えという試みはメディアで大きく話題になった。結果として生まれた注目が、このマンモス・ケーブを国定公園にする運動を始めようという意見を、ケンタッキーの著名な人物から引き出すことになる。

### 国立公園の指定をめざす運動（1926–1941）
クロウアンの相続人の最後の人物が亡くなった時、マンモス・ケーブ国立公園の設立のため、指定を求める運動の機運がケンタッキー州の裕福な市民の間で高まっていた。1926年には民間でマンモス・ケーブ国立公園協会が組織され、公園は1926年5月25日に認可された.
その地域のいくつかの農場を購入するために寄付金が使われた。そして提案された国立公園境界の中の他の地域は土地収用権によって取得された。まばらに人が住んでいるアメリカ西部の他の国立公園とは対照的に、数千もの人々がマンモス・ケーブ国立公園が作られる過程で強制的に転居させられた。土地収用記録によると、土地の所有者たちに対して十分な代価が支払われないなど厳しいことが頻繁にあった。その辛らつさは、現在もその地域で心に残されている。公園内で鹿狩りは禁止されているが、公園の境界は密猟者たちの鹿ブラインド、つまり公園内に面した狩りの基地によって囲まれている。 
法的な理由のため、民間団体が土地を保有している間、連邦政府は未開墾の農場を復元したり開発することを禁止されていた。この規制は、1933年5月22日から1942年7月まで行われた、"a maximum of four"事業の市民保全部隊キャンプによって撤廃された。 国立公園局によると、『1934年5月14日に最小の公園エリアが提供された。1936年5月22日、その最小のエリアは「管理と保護のため」受け入れられた。』 
1934年5月14日のアメリカ合衆国国立公園局によると、1934年5月14日に、最小の公園地区は提供され、1936年5月22日に、最小の地区は管理と保護のために受け入れられた。1938年から、毎年4月20日頃にガイドハウスを訪れるピートと名付けられたナツフウキンチョウについて、ホスキンズ監督者は後にこう記述した。ピートは、ガイドたちの手からえさを食べ、まだ人間に慣れていない仲間のためにえさを渡しており、観光客たちを喜ばせていた。

### 国立公園の誕生（1941）
マンモス・ケーブ国立公園は1941年7月1日に正式に設置された。偶然にも、同じ年にアメリカ洞窟学会が設立した。旧協会で第二最高責任者代行であったR.テーラー・ホスキンズは、一人目の正式な最高責任者となり1951年まで勤めていた。 
1941年以来観光客向けには閉ざされていたニュー・エントランスは1951年12月26日に再び開かれ、凍ったナイアガラツアーのスタート地点の入り口として使われるようになった。

### ロンゲスト・ケーブ（1954–1972）
1954年までに、マンモス・ケーブ国定公園として指定された境界の内部は、二つの例外的な私有地を除いてすべて国定公園の保有地となった。これらの私有地のうちの一つである旧リー・コリンズ農場は、ケンタッキー州ホース・ケーブのハリー・トーマスに売却された。
彼の孫であるウィリアム「ビル」オースティンは、マンモス・ケーブ国立公園との競争を行うためコーリンズのクリスタルケイブを見世物用の洞窟として公開した。そのためコーリンズクリスタルケイブへの道の保守が必要であった。クリスタルケイブ所有権の没収や購入は時間の問題だった。
1954年2月、オースティンの招きでアメリカ洞窟学会の援助の下、2週間の探検隊が組織された。この探検隊はC-3、コリンズのクリスタル・ケーブ探検隊として後に知られるようになった。 
C-3探検隊は、当初ロバート・ハルミによって出版されたフォトエッセイ（スポーツ・イラストレイテッドまたはLookのいずれか）、後には探検隊のうちの2人の体験談を出版したもの、つまりジョー・ローレンス・ジュニア（当時のアメリカ洞窟学会の会長）とロジャー・W・ブラッカーによるThe Caves Beyond: The Story of the Collins Crystal Cave Expedition によって、公の関心をひいていた。探検隊は、クリスタル・ケーブの通路がマンモス・ケーブまで延びていること、少なくともクリスタル・ケーブの土地の境界を越えていることを明確に示した。しかし、この情報は探検家たちの間で秘密にされていた。この事実が知られると、国立公園局によって探索が禁じられてしまうことを恐れたからである。
1955年、調査によりクリスタル・ケーブが未知の洞窟とつながっていることがわかった。これが、フリント・リッジ・システムとの最初の接続点である。 C-3探検隊の参加者のうちの何人かは、C-3探検隊が結論を出した後も探索を続けることを望み、オースティン、ジム・ダイヤー、ジョン・J・レーベルガーおよびE.ロバート・ポールの指示の下フリント・リッジ調査隊を組織した。この組織は、1957年に洞窟研究財団として設立された。組織は、独創的な学究的、科学的研究を支援することを通じて、洞窟探検家たちの活動を合法化することに努めた。この期間にマンモス・ケーブを研究した有名な科学者として、パティ・ジョー・ワトソンがいる（先史時代の項を参照）。
1960年、調査によりコロッサル・ケーブはソルト・ケーブとつながっていることがわかり、1961年にはコロッサル・ケーブ-ソルト・ケーブはクリスタル・ケーブ-未知の洞窟ともつながっており、フリント・リッジの大部分の下で一つの洞窟系を形成していることがわかった。 
1961年3月に、クリスタルケイブの所有権は285,000ドルでアメリカ合衆国国立公園局に売却された。同時に、唯一の私有地であったグレイト・オニキス・ケーブの土地は365,000ドルで売却された。洞窟研究財団は、国立公園局と覚書を交わし探索を続けることへの許可を受けた。

### フリント・リッジ洞窟系とマンモス・ケーブとの接続（1972）
ジョン・P・ウィルコックス（John P. Wilcox）、パトリシア・クラウザー（Patricia Crowther）、リチャード・B・ゾフ（Richard B. Zopf）、P・ゲーリーイラー（Gary Eller）、スティーブン・G・ウェルズ（tephen G. Wells）、およびアメリカ合衆国国立公園局警備員であったクリーブランド・F・ピニックス（Cleveland F. Pinnix）先導の洞窟研究財団の地図製作隊は、1972年9月9日、低く湿ったフリントリッジ洞窟群とマンモス・ケーブ洞窟群を結ぶ通路の調査を行った。これによりフリント・リッジはスイスのホロック洞窟（Hölloch Cave）を抜き世界で最も長い洞窟となった。
フリントリッジ洞窟群奥部の以前の旅では、115ポンド（52kg）の細い体格であったパトリシア・クラウザーは、後に「タイトスポット（Tight Spot）」と命名された狭い峡谷を這い進んだ。「タイトスポット」は体格の大きな洞窟探検家を通さないフィルタとなっていた。
「タイトスポット」を通り抜けた後の探索において、クラウザー、ウィルコックス、ゾフ、およびトム・ブラッカーは、マンモス・ケーブの方向を向いている矢印とともに壁に彫られた「Pete H」という名前を発見した。その名前は、1930年代に洞窟を探検活動を行っていたピート・ハンソンによって彫られたとされている。ハンソンは第二次世界大戦で死亡していた。その通路は、探検家たちによりハンソンの末無川と名づけられた。 9月9日の探索において、ハンソンの末無川をたどり6人のチームは、マンモス・ケーブにあるカスケード・ホールへたどり着いた。このことが、二つの洞窟がつながっていることの決定的な証拠となった。 
視界を横切る整然とした水平の線を見るために、ジョン・ウィルコックスは腰の深さまである水の中に入っていった。そしてそれが観光客がつかむ手すりであると分かった。「洞穴学の頂点を極める」ための「一人の人間にとっての最初の一歩」は、他の人に向けて彼が叫んだ「観光客の痕跡を見つけたぞ！」という言葉であった。マンモス・ケーブの多くの道のりの中で、ほんのわずかな部分のみが人の移動した跡と照明によって明らかにされたが、驚くべきことに、その洞窟同士がつながる瞬間は全くもって見慣れた環境であった。

### 近年の発見
さらにマンモス・ケーブが小さな洞窟や洞窟群と接続していたことが明らかになった。その中の注目すべきもののひとつは1979年近くにヨッパリッジが発見したプロクター/モリソン洞である。
プロクター洞窟は南北戦争中の合衆国軍脱走兵のジョナサン・ドイルによって発見されたもので、後にマンモス・ケーブ鉄道が洞窟研究財団に調査されるまで所有していたものである。
モリソン洞窟は1920年代にジョージ・モリソンによって発見された。この連結によりマンモス・ケーブの南東への新規開拓が盛んになった。
同時期、セントラル・ケンタッキー・カルスト連合（Central Kentucky Karst Coalition）やCKKCと呼ばれる独立団体が国立公園東のロッペル洞窟の数10マイルの調査を行ったことによりマンモス・ケーブ国立公園外部での発見あった。1983年9月10日、マンモス・ケーブ洞窟群のプロクター/モリソン区域とロッペル洞窟がつながっていることがわかった。つながりはCRFとCKKC探検家の2つが混合したチームにより発見された。各チームは別々の入口から進入して逆の入り口から出ようとしており、中間地点で出会い、同じ方向に進み始めた。結果として、調査された全長は300マイル（480km）近くに及んだ。それ以降も発見が続き、洞窟の全長は367マイル（591km）以上まで広がっている。
2005年3月19日、洞窟系のロッペル洞窟区域への接続はユードラ・リッジの下にある小さな洞窟から調査され、マンモス・ケーブ洞窟系の長さが既に知られている長さから約３マイル伸びた。現在「フーバーエントランス（Hoover Entrance）」と名付けられている洞窟への入り口が、2003年9月に新たに発見された。 
国立公園内のまだ見ぬ洞窟の発見により洞窟の長さが何マイルも伸びることは確かである。しかし新たな入口が発見されることは珍しい。すでに発見された入口から入り洞窟通路の体系的探検中に明らかになった通路の探索により、新たな洞窟の発見がなされることが多い。 

#### 関連する、あるいは隣接する洞窟
マンモス・ケーブの付近にフィッシャー・リッジ洞窟群（Fisher Ridge Cave System）とマーティン・リッジ洞窟群（Martin Ridge Cave System）と呼ばれる2つの大規模な洞窟群がある。フィッシャーリッジ洞窟群はアメリカ洞窟学会のデトロイトアーバングラトウ（Detroit Urban Grotto）から結成されたミシガン州洞窟探検家らによって1981年1月に発見された。「フィッシャーリッジ洞窟群の長さは110マイル（177 km）まで明らかになっている。」と2007年にグルデン B.は述べた。1976年に、リック・シュワルツはマンモス・ケーブ公園の南方に大きな洞窟を発見した。1996年の新たな探検によりこの洞窟はマーティンリッジ洞窟群として知られるようになった。これによりシュワルツが入ってきた入口であるウィグピストゥルケイブ（Whigpistle Cave）、マーティンリッジケイブ、およびジャックポットケイブズ（Jackpot Caves）といった近くの洞窟の接続が判明した。2008年12月現在、マーティンリッジ洞窟群は34マイル（55 km）の長さまで地図が作られており、いまもなお探検は継続中である。 
「フィッシャーリッジ洞窟群、マーティンリッジ洞窟群、およびマンモス・ケーブが接続していることが判明すれば、全体の長さは500マイル（800 km）を越えるであろう。」と2005年にグルデン　B.は述べている。

## 動植物の生態と生態系
この洞窟群を住処とするコウモリには、インディアナホオヒゲコウモリ（Myotis sodalis）、ハイイロホオヒゲコウモリ（Myotis grisescens）、トビイロホオヒゲコウモリ（Myotis lucifugus）、オオクビワコウモリ（Eptesicus fuscus）およびアメリカトウブアブラコウモリ（Pipistrellus subflavus）等がある。
これらとヒメコアシホオヒゲコウモリ（Myotis leibii）などのより希少な種をまとめると、歴史的な期間では900万から1200万匹生息していたと推定される。これらの種は未だマンモス・ケーブに生息しているものの、生息数は現在せいぜい数千匹である。 マンモス・ケーブの生態回復を行い、かつてのようにコウモリが戻ってくるような環境保護活動が現在、進行中である。ここにいるすべてのコウモリが、洞窟に住んでいるわけではない。アカコウモリ（Lasiurus borealis）は森に住んでおり、地下で見つかることは滅多にない。
マンモス・ケーブには14種の固有種を含む130種以上の洞穴生物と好洞穴性生物が生息している。コウモリ以外にコオロギ（Hadenoecus subterraneusとCeuthophilus stygius（Ceuthophilus latens））、洞窟有尾目（Eurycea lucifuga）、盲目洞窟魚類（Typhlichthys subterraneusとノーザンケイブフィッシュ）、洞窟ザリガニ（Orconectes pellucidus）および洞窟小エビ（Palaemonias ganteri）といった動物が挙げられる。 
地表に生息する動物はマンモス・ケーブの入口に避難することはありうるが、一般に洞窟群の深部まで進入することはない。